# Gli Avengers del futuro
Gli Avengers del futuro, nota anche come Gli Avengers del futuro - Future Avengers (マ ー ベ ル フ ュ ー チ ャ ー ・ ア ベ ン ジ ャ ー ズ?, Māberu fu ~ yūchā abenjāzu), meglio nota col titolo inglese Marvel's Future Avengers o semplicemente Future Avengers è una serie anime prodotta da Madhouse e Walt Disney Japan, basata sull'universo Marvel Comics. La prima stagione è andata in onda sul canale satellitare Dlife nel luglio 2017 per un totale di 26 episodi, seguita da una seconda stagione di 13 episodi nel 2018. La serie è stata rilasciata a livello internazionale tramite Disney+ nel 2020.

## Trama
La serie segue Makoto, Adi e Chloe, tre adolescenti cresciuti dall'HYDRA che gli ha fatto credere di essere stati addestrati per diventare supereroi e che gli Avengers siano cattivi. I tre sono stati geneticamente modificati dall'Hydra, con il risultato che ciascuno di essi ha acquisito abilità sovrumane uniche. Dopo essere stati inviati in missione per la prima volta, Adi e Chloe si rendono conto delle cattive intenzioni dell'Hydra e decidono di lasciare l'organizzazione e convincere Makoto ad unirsi al loro tentativo di fuga. Makoto è l'unico che riesce a scappare e va da Tony Stark in cerca di aiuto per salvare Adi e Chloe. Tony assieme agli Avengers e, con l'aiuto di Makoto, riescono a sconfiggere l'Hydra, liberando Adi e Chloe. Rendendosi conto del potenziale che hanno, gli Avengers decidono di accogliere i tre e addestrarli a diventare supereroi, soprannominando la squadra i "Avengers del futuro". Durante l'addestramento delle nuove reclute, gli Avengers cercano anche di saperne di più sul '"Emerald Rain Project", un pericoloso schema orchestrato dall'Hydra e dai Signori del male, e quale connessione ha con Makoto. La questione si complica ulteriormente quando Bruno, un altro adolescente geneticamente modificato ed anche ex compagno di allenamento di Makoto, viene manipolato per unirsi ai ranghi dei Signori del male.

## Doppiatori
| Personaggio                    | Doppiatore giapponese | Doppiatore inglese |
| ------------------------------ | --------------------- | ------------------ |
| Makoto / Hurricane             | Aki Kanada            | Max Mittelman      |
| Chloe / Charade                | Juri Kimura           | Jeannie Elias      |
| Adi / Codec                    | Atsushi Tamaru        | Xander Mobus       |
| Bruno / Twister                | Shinya Hamazoe        | Todd Haberkorn     |
| Tony Stark / Iron Man          | Eiji Hanawa           | Mick Wingert       |
| Steve Rogers / Capitan America | Kazuhiro Nakaya       | Roger Craig Smith  |
| Thor                           | Yasuyuki Kase         | Patrick Seitz      |
| Bruce Banner / Hulk            | Kenichirō Matsuda     | Fred Tatasciore    |
| Janet Van Dyne / Wasp          | Kaori Mizuhashi       | Kari Wahlgren      |

La serie con il doppiaggio italiano è al momento inedita.

## Episodi

### Prima stagione
| Nº | Titolo italiano Giapponese 「Kanji」 - Rōmaji - Titolo inglese | In onda           | In onda |
| Nº | Titolo italiano Giapponese 「Kanji」 - Rōmaji - Titolo inglese | Giapponese        |         |
| 1  | Distruggi gli Avengers 「アベンジャーズを狙え」 - Abenjāzu o nerae – "Destroy the Avengers"                                                                                         | 22 luglio 2017    |         |
| 1  | Tre adolescenti con dei superpoteri scoprono che l'HYDRA li ha addestrati segretamente a diventare dei cattivi, e scappano per chiedere aiuto agli Avengers.                        |                   |         |
| 2  | Avengers riuniti! 「絶望の赤いドクロ」 - Zetsubō no akai dokuro – "Avengers Assemble!"                                                                                              | 29 luglio 2017    |         |
| 2  | Mentre Thor, Capitan America, Hulk e Wasp combattono Teschio Rosso, Iron Man e Makoto cercano la base dell'Hydra per salvare Chloe e Adi.                                           |                   |         |
| 3  | La cospirazione di Teschio Rosso 「レッド・スカル争奪戦」 - Reddo Sukaru sōdatsusen – "The Red Skull Conspiracy"                                                                    | 5 agosto 2017     |         |
| 3  | Gli Avengers hanno il compito di trasportare Teschio Rosso nella prigione del Raft. Lungo la strada, vengono attaccati dal Soldato d'Inverno, che cerca di eliminare Teschio Rosso. |                   |         |
| 4  | Future Avengers riuniti! 「マコトたちの反乱!?」 - Makoto-tachi no hanran!? – "Future Avengers: Assemble!"                                                                           | 12 agosto 2017    |         |
| 4  | Annoiati di gironzolare per la Torre degli Avengers, Makoto, Chloe e Adi sgattaiolano fuori a New York City per cercare di diventare eroi da soli.                                  |                   |         |
| 5  | Iron Fist 「秘境都市クン・ルン」 - Hikyō toshi kun run – "Iron Fist" | 19 agosto 2017    |         |
| 5  | Thor e i gli Avengers del futuro visitano K'un-L'un, dove Iron Fist si offre di addestrare la squadra nelle arti marziali.                                                          |                   |         |
| 6  | Il passato segreto di Iron Man 「ヒーローの資格」 - Hīrō no shikaku – "Secret Past of Iron Man"                                                                                     | 26 agosto 2017    |         |
| 6  | Ezekiel Stane lancia una sfida ad Iron Man, cercando di vendicare suo padre Iron Monger.                                                                                            |                   |         |
| 7  | Ecco che arriva Deadpool! 「来たぜ！デッドプール」 - Kitaze! Deddopūru – "Here Comes Deadpool!"                                                                                     | 2 settembre 2017  |         |
| 7  | Mentre gli Avengers del futuro sono a casa nella Torre degli Avengers, Deadpool irrompe per rubare i piani per la nuova armatura di Iron Man.                                       |                   |         |
| 8  | Super Soldato: Steve Rogers 「キャップの遠い過去」 - Kyappu no tōi kako – "Super Soldier: Steve Rogers"                                                                             | 9 settembre 2017  |         |
| 8  | Bruno viene rianimato e reclutato dai Signori del male, che combattono gli Avengers quando vengono a recuperarlo.                                                                   |                   |         |
| 9  | Chi è Soldato d'Inverno? 「W・ソルジャーの正体」 - W Sorujā no shōtai – "Who is the Winter Soldier?"                                                                                | 16 settembre 2017 |         |
| 9  | Con gli Avengers presunti morti, Capitan Marvel, Vedova Nera e Occhio di Falco devono fermare i Signori del male al loro posto.                                                     |                   |         |
| 10 | Black Panther 「王国を守りし黒ヒョウ」 - Ōkoku o mamorishi Kuro Hyō – "Black Panther"                                                                                               | 23 settembre 2017 |         |
| 10 | Iron Man si reca in Wakanda per avvertire Black Panther di un'operazione di contrabbando di vibranio, ignaro del fatto che Chloe si sia nascosta.                                   |                   |         |
| 11 | Hulk la Furia 「謎のハルク暴走」 - Nazo no Haruku bōsō – "The Rampaging Hulk" | 30 settembre 2017 |         |
| 12 | Spider-Man alla riscossa 「ヒーロー規制法可決」 - Hīrō kiseihō kaketsu – "Spider-Man to the Rescue"                                                                                 | 7 ottobre 2017    |         |
| 13 | Goblin vs. Hulk 「緑の怪物VS緑の巨人」 - Midori no kaibutsu VS midori no kyojin – "Green Goblin Vs. The Hulk"                                                                       | 14 ottobre 2017   |         |
| 14 | Il volo del Falcon 「止まれない超高速飛行」 - Tomarenai chō kōsoku hikō – "The Flight of the Falcon"                                                                                | 21 ottobre 2017   |         |
| 15 | Ms. Marvel 「もう一人の変身少女」 - Mō ichi nin no henshin shōjo – "Ms. Marvel" | 28 ottobre 2017   |         |
| 16 | Operazione Salvataggio di Soldato d'Inverno 「W・ソルジャー救出戦」 - W Sorujā kyūshutsusen – "Operation Rescue Winter Soldier"                                                     | 4 novembre 2017   |         |
| 17 | Alla ricerca dei compagni dell'Hydra 「ヒドラの協力者を探せ」 - Hidora no kyōryokusha o sagase – "Finding Hydra's Comrades"                                                         | 11 novembre 2017  |         |
| 18 | Di nuovo Deadpool 「またかよデッドプール」 - Mata kayo Deddopūru – "It's Deadpool, Again"                                                                                           | 18 novembre 2017  |         |
| 19 | Ci si può fidare di Loki? 「ロキを信じるのか！？」 - Roki o shinjiru no ka!? – "Can You Believe in Loki"                                                                            | 25 novembre 2017  |         |
| 20 | Il legame tra fratelli 「『兄弟』の絆」 - "Kyōdai" no kizuna – "The Bond of Brothers"                                                                                               | 2 dicembre 2017   |         |
| 21 | Conquistatore Kang 「最凶の征服者」 - Sai kyō no seifukusha – "Conqueror Kang" | 9 dicembre 2017   |         |
| 22 | L'ora più buia 「絶対要塞」 - Zettai yōsai – "The Darkest Hour" | 16 dicembre 2017  |         |
| 23 | Fuori dal tempo 「時をかけるマコト」 - Toki o kakeru makoto – "Out of Time" | 23 dicembre 2017  |         |
| 24 | Operazione Sfondamento Barriere 「バリア突破作戦！」 - Baria toppa sakusen! – "Operation Barrier Breakthrough"                                                                      | 6 gennaio 2018    |         |
| 25 | L'ultima fatidica battaglia 「運命の最終決戦！」 - Unmei no saishū kessen! – "The Final Fateful Battle"                                                                             | 13 gennaio 2018   |         |
| 26 | I Future Avengers 「未来のアベンジャーズ」 - Mirai no Abenjāzu – "The Future Avengers"                                                                                              | 20 gennaio 2018   |         |

### Seconda stagione
| Nº | Titolo italiano Giapponese 「Kanji」 - Rōmaji - Titolo inglese                                                  | In onda           | In onda |
| Nº | Titolo italiano Giapponese 「Kanji」 - Rōmaji - Titolo inglese                                                  | Giapponese        |         |
| 27 | I ribelli di Visco 「ヴィスコの反乱！？」 - Visuko no hanran!? – "Visco Rebels"                                 | 30 luglio 2018    |         |
| 28 | Missione Asta del mercato nero 「潜入！闇オークション」 - Sennyū! Yami Ōkushon – "Mission Black Market Auction" | 6 agosto 2018     |         |
| 29 | Arriva Occhio di Falco 「ニャンと？ホークアイ」 - Nyanto? Hōkuai – "Here Comes Hawkeye"                         | 13 agosto 2018    |         |
| 30 | Il ragazzo che disegna mostri 「怪獣の絵を描く少年」 - Kaijū no e o egaku shōnen – "The Boy Who Draws Monsters" | 20 agosto 2018    |         |
| 31 | La resa dei conti dei Kaiju 「怪獣大決戦！」 - Kaijū dai kessen! – "The Great Kaiju Showdown"                   | 27 agosto 2018    |         |
| 32 | La nebbia misteriosa 「謎のミストと能力者」 - Nazo no Misuto to Nōryokusha – "The Mystery Mist"                 | 3 settembre 2018  |         |
| 33 | La caccia di A.I.M. 「悪の組織AIMを探せ」 - Aku no soshiki AIM o sagase – "The Hunt for A.I.M."                 | 10 settembre 2018 |         |
| 34 | Il Super-Adaptoid colpisce 「複製！？正義のパワー」 - Fukusei!? Seigi no Pawā – "The Super Adaptoid Strikes"    | 17 settembre 2018 |         |
| 35 | Arrivano gli Inumani! 「インヒューマンズ参上」 - Inhyūmanzu sanjō – "The Inhumans Arrive!"                      | 24 settembre 2018 |         |
| 36 | L'atterraggio sulla Luna 「月面都市アティラン」 - Getsumen toshi atiran – "Moon Landing"                        | 1º ottobre 2018   |         |
| 37 | La rabbia di Freccia Nera 「対決！ブラックボルト」 - Taiketsu! Burakku Boruto – "The Rage of Black Bolt"        | 8 ottobre 2018    |         |
| 38 | L'armata di Maximus 「進軍！マクシマス艦隊」 - Shingun! Makushimasu kantai – "The Maximus Armada"               | 15 ottobre 2018   |         |
| 39 | Gli Avengers: L'ultima battaglia 「戦いの果てに」 - Tatakai no hate ni – "The Avengers: Last Stand"             | 22 ottobre 2018   |         |

## Produzione
La serie è stata annunciata per la prima volta nel febbraio 2017 per essere trasmessa sul canale satellitare Disney Dlife l'estate successiva. La data della prima serie, il cast e lo staff sono stati successivamente confermati il maggio successivo. Yūzō Satō, il regista del Marvel Anime Iron Man, è stato annunciato come regista della serie, con Takahiro Umehara che ha fornito il character design. Ryū King, lo scrittore principale di Marvel Disk Wars: Avengers del 2014, è tornato a scrivere Gli Avengers del futuro; anche i doppiatori di Disk Wars riprendono i rispettivi ruoli. Nel gennaio 2018, la serie è stata rinnovata per una seconda stagione, che ha debuttato nel luglio dello stesso anno.
Gli Avengers del futuro, una serie manga di Teruaki Mizuno è stata presentata per la prima volta nel numero di aprile 2017 della rivista CoroCoro Comic Special di Shōgakukan. L'anime è stato successivamente annunciato per una versione occidentale tramite Disney+, con la prima stagione aggiunta il 28 febbraio 2020 e la seconda stagione il 22 maggio 2020, in Italia arrivate entrambe il 22 maggio 2020 in lingua inglese con possibilità di aggiungere i sottotitoli in italiano.